# Windpark Peuchapatte
Der Windpark Peuchapatte ist ein Windpark im Schweizer Kanton Jura.
Er liegt bei Le Peuchapatte in der Gemeinde Muriaux. Der Windpark besteht aus drei Turbinen Enercon E-82 (Nabenhöhe 108 m, Rotordurchmesser 82 m, 2,3 Megawatt elektrische Leistung).
Das jährliche Regelarbeitsvermögen beträgt etwa 14 GWh. Das entspricht einem Kapazitätsfaktor von etwa 23,2 % und einer Jahresmittelleistung von ungefähr 1,6 Megawatt.